# Ceuthomantis smaragdinus
Espèce
Ceuthomantis smaragdinus est une espèce d'amphibiens de la famille des Craugastoridae.

## Répartition
Cette espèce est endémique du Guyana. Elle se rencontre vers 1 500 m d'altitude sur les monts Ayanganna et Kopinang.

## Publication originale
- (en) Heinicke, Duellman, Trueb, Means, MacCulloch & Hedges, 2009 : A new frog family (Anura: Terrarana) from South America and an expanded direct-developing clade revealed by molecular phylogeny. Zootaxa, no 2211, p. 1-35 (texte intégral).